# Браницкий, Ян Клеменс (маршалок надворный коронный)
Ян Клеменс Браницкий (ок. 1624 — 9 марта 1673) — граф на Руще, подстолий великий коронный с 1658 года, стольник великий коронный с 1660 года, маршалок надворный коронный (1662—1673), маршалок Главного коронного трибунала в 1661 году, староста хенцинский в 1652—1664 годах, новы-сончский в 1664—1670 годах, стопницкий в 1664 году, бельский, браньский, ратненский в 1665 году и кроснеский.

## Биография
Представитель польского шляхетского рода Браницких герба «Гриф». Старший сын Яна Клеменса Браницкого (ок. 1590—1657), подкомория краковского (1653—1657), и Анны Беаты Ваповской (1602—1659).
Благодаря женитьбе на дочери гетмана Стефана Чарнецкого — Александре Чарнецкой, он принял (получил в приданое) Белосток и Тыкоцинское староство на Подляшье.
Посол (депутат) на сейм в 1655 году от Сандомирского воеводства. Также он был депутатом на сейм в 1661 году от Сандомирского воеводства. На заседании по отречению 16 сентября 1668 года он подписал акт, подтверждающий отречение от польского трона Яна II Казимира Вазы. После отречения Яна II Казимира Вазы в 1668 году поддержал кандидатуру московского царевича Федора Алексеевича на польский престол. Во время выборов 1669 года он стал судьей суда общей юрисдикции. Поддержал избрание на польский престол князя Михаила Корибута Вишневецкого в 1669 году от Сандомирского воеводства. Подписал его pacta conventa.
От брака с Катариной Александрой Чарнецкой (ок. 1610—1698), дочерью Стефана Чарнецкого и Софии Кобежицкой, у него было двое детей:
- Стефан Николай Браницкий (ок. 1640—1709), стольник великий коронный (с 1688 года), воевода подляшский (1703—1709)
- Констанция Текла Браницкая, муж — Ян Генрик фон Альтебокум (ок. 1628 — ок. 1685), выходец из среды вестфальского дворянства.